# René Kieffer (1880-1945)
Pour les articles homonymes, voir René Kieffer (homonymie).
René Eugène Kieffer est un industriel français, né le 11 avril 1880 dans le 1er arrondissement de Paris, ville où il est mort le 3 décembre 1945 dans le 8e arrondissement.

## Biographie
Fils de Joseph Kieffer, (1847-1933), originaire de Benfeld dans le bas Rhin, ancien propriétaire du Café de la Régence à Paris puis du Grand Hotel de Dinard, il épouse le 11 janvier 1910 Suzanne Millon, fille de l'hôtelier Arthur Millon qui était déjà le beau père du frère de René, Albert.
René Kieffer est directeur des Glacières de l'Alimentation et des Frigorifiques de l'Alimentation, deux sociétés qu'il reprend après le décès de son beau-père Arthur Millon en 1913. Il reçoit pour cette entreprise des félicitations du président Albert Lebrun à l'occasion de l'ouverture du Salon des arts ménagers en 1939.
Probablement traumatisé par les horreurs qu'il a pu voir au front, il fonde après la Première Guerre mondiale le Comptoir Central des Alcaloïdes, société produisant des anti-douleurs dont les usines sont à Noisy-le-Sec. Ainsi, alors que la production française était totalement déficitaire,  surtout en cette période où les besoins sont énormes, René Kieffer crée et développe en France, à l’instigation du Service de la mobilisation industrielle du Ministère du Commerce et de l’Industrie, cette nouvelle industrie, à laquelle beaucoup s’étaient attaqués mais avaient renoncé du fait des nombreuses difficultés. La production de codéine, morphine, héroïne, etc. qu’il a développée suffit à alimenter le marché national ; une partie est également exportée, preuve de la réussite de l’entreprise.
Il n' abandonne cependant pas totalement l'hôtellerie-restauration puisqu'en plus d'avoir hérité de son beau-père le restaurant Weber situé rue Royale (à l'époque célèbre rendez-vous de personnalités littéraires), il fut propriétaire du restaurant La Rotonde situé à l'angle du boulevard Haussmann et de la rue Lafayette et hérita de son père le Grand-Hôtel de Dinard.
Lors des événements du 6 février 1934, le Weber est transformé en infirmerie de fortune. Plus de 130 blessés y reçurent les premiers soins.
Il est fait chevalier de la Légion d'honneur en 1929 en raison de son implication dans les domaines pharmaceutiques et hôteliers.
Propriétaire du Grand Hôtel de Dinard, René Kieffer est également maire de Dinard (35) de 1930 à 1932. Il fait alors construire le Yacht-Club et la « promenade du clair de lune », ainsi que le marché couvert, avant de démissionner à la suite de mésententes au sein du conseil municipal.
Il meurt le 3 décembre 1945 en son domicile du 45 avenue Montaigne à Paris 8e et est inhumé dans le caveau de famille du Val-Saint-Germain (Essonne).